# Pradas (Arieja)
Pradas (en francès Prades) és un municipi francès del departament de l'Arieja i la regió d'Occitània.